# 木曽功
木曽 功（きそ いさお、1952年〈昭和27年〉2月11日 - ）は、日本の文部官僚。学位はMaster of Business Administration（イェール大学・1979年）。2016年（平成28年）4月に千葉科学大学学長と学校法人加計学園理事に就任。
文部省初等中等教育局職業教育課課長、文部省高等教育局医学教育課課長、広島県教育委員会教育長、文部科学省大臣官房国際課課長、文化庁文化財部部長、独立行政法人日本学術振興会理事、文部科学省国際統括官、国際連合教育科学文化機関政府代表部特命全権大使、東日本旅客鉄道株式会社顧問、内閣官房参与などを歴任した。

## 概要
文化庁文化財部の部長や文部科学省の国際統括官などの要職を歴任し、2010年より国際連合教育科学文化機関政府代表部に特命全権大使として赴任した。2016年（平成28年）4月に千葉科学大学で学長に就任するとともに、大学の設置者である加計学園においても理事を兼務する。第2次安倍内閣においては、2014年（平成26年）4月に内閣官房参与に任命されている。

## 人物・経歴
1952年広島県尾道市出身、1959年同福山市に移る。
1970年（昭和45年）広島大学附属高等学校を卒業後、1971年（昭和46年）東京大学入学、1975年（昭和50年）東京大学法学部卒。
翌年文部省に入省する。

## 略歴
- 1979年（昭和54年）5月 イェール大学経営大学院修了
- 1984年（昭和59年）7月 宮城県教育委員会行政課長
- 1987年（昭和62年）2月 在フランス日本国大使館一等書記官
- 1993年（平成5年）12月 文部省初中局職業教育課長
- 1995年（平成7年）7月 文部省高等局医学教育課長
- 1996年（平成8年）4月 広島県教育委員会教育長
- 2001年（平成13年）1月 文部科学省大臣官房国際課長
- 2002年（平成14年）8月 文化庁文化財部長
- 2003年（平成14年） フランス政府パルム・アカデミーク勲章シュヴァリエ章（Chevalier, fr:Ordre des Palmes Académiques）
- 2004年（平成16年）7月 独立行政法人日本学術振興会理事
- 2007年（平成19年）7月 文部科学省国際統括官
- 2010年（平成22年）8月 国連教育科学文化機関（ユネスコ）日本政府代表部特命全権大使（2013年11月退官）
- 2014年（平成26年）1月 東日本旅客鉄道株式会社顧問[6]　、キャスタリア株式会社顧問[7]
- 2014年（平成26年）4月 第2次安倍内閣内閣官房参与（文化関係施策担当）に任命、2016年（平成28年）9月末退官[4][8]）
- 2016年（平成28年）4月 千葉科学大学学長と学校法人加計学園理事に就任[4]

## 著書
- 『世界遺産ビジネス』小学館（小学館新書）、2015年7月31日 ISBN 4-09-825247-3